# Hamptonburgh
Hamptonburgh – miasto w Stanach Zjednoczonych, w stanie Nowy Jork, w hrabstwie Orange.